# Hoplodactylus nebulosus
Hoplodactylus nebulosus är en ödleart som beskrevs av  Gray 1955. Hoplodactylus nebulosus ingår i släktet Hoplodactylus och familjen geckoödlor. Inga underarter finns listade i Catalogue of Life.